# Dariusz Wosz
Dariusz “Darek” Wosz es un exfutbolista alemán nacido en 1969 en Piekary Śląskie (Polonia), que jugó en la primera división alemana para el VfL Bochum y el Hertha BSC Berlin. Disputó 7 partidos internacionales con la selección de fútbol de Alemania Oriental, jugó 17 partidos internacionales y anotó 1 gol para la selección de Alemania.

## Biografía
Dariusz Wosz nació el 8 de junio de 1969 en Piekary Śląskie (Polonia) pero emigró cuando era un niño con sus padres a Halle (Sajonia-Anhalt) en la República Democrática Alemana. Por eso tiene no sólo la nacionalidad alemán sino también la nacionalidad polaca. Su primer club fue el BSG Motor Halle a los 11 años. Después de un año los funcionarios de deporte le pusieron en la escuela de deportes de su región. Su próxima estación fue el BSG Empor Halle (1981-1984) y después se le delegó al gran club de la ciudad, el Halleschen FC Chemie. En 1987 ganó con el equipo nacional de Alemania Democrática la medalla de bronce en el mundial para menores de 20 años en Chile. 
Entre 1988 y 1991 Wosz estuvo jugando con el HFC Chemie en la primera división de Alemania Democrático. Después de la reunificación de las dos Alemanias, Wosz jugó durante media temporada en la segunda división de la Alemania unificada con su club. Como el HFC Chemie se había calificado para la Copa de la UEFA, él jugó dos partidos contra el Torpedo Moscú.
En el invierno de la temporada 1991/92 Wosz cambió al VfL Bochum, un club de primera división en Alemania. Entre 1992 y el verano de 1998 jugó en los “ratones grises” y fue capitán durante los mayores éxitos de la historia del club. En 1996/1997 el VfL Bochum se calificó para la Copa de la UEFA y en la siguiente temporada alcanzó la tercera ronda del torneo. Después de las victorias al Trabzonspor de Turquía, y al Club Brujas de Bélgica, el club fue eliminado por el Ajax Ámsterdam. (2:4 fuera y 2:2 en Bochum)
En la temporada 1998/99 Wosz se cambió al Hertha BSC Berlin. Wosz tuvo también ofertas del Sevilla FC, Valencia CF y Paris Saint-Germain en este período. Con el club de la capital alemana jugó por primera vez en la Liga de Campeones, pero después de dos temporadas exitosas perdió su sitio fijo en el equipo. En total jugó 85 partidos (11 goles) para el Hertha BSC Berlin.
En el verano de 2001, aunque tuvo ofertas de clubes de la primera división alemana, Wosz decidió volver al VfL Bochum, que estaban en la segunda división en este momento. Con Wosz el club ascendió a la primera división en esta temporada y en 2004 se clasificaron por segunda vez para la Copa de la UEFA. Pero la próxima temporada fue un fracaso: Bochum fue eliminado en la primera ronda de la copa de la UEFA por el Standard Lieja. (0:0 fuera, 1:1 en Bochum) y descendió otra vez a la segunda división. Sin embargo, en la siguiente temporada (2005/06) el club ascendió directamente por quinta vez en 13 años. La temporada 2006/07 fue la última temporada de Wosz como futbolista profesional. El 12 de mayo de 2007, el último partido en casa del VfL Bochum en esta temporada, Wosz jugó su último partido como profesional. Fue una sustitución en el minuto 70' por Zvjezdan Misimović y marcó en el minuto 82 el 2:0 para su club contra el VfB Stuttgart.
Wosz es el único jugador del VfL Bochum que ha tenido un partido homenaje. El 8 de septiembre de 2007 un equipo de “Estrellas del VfL Bochum en la Copa de la UEFA” jugó contra una selección de compañeros de sus antiguos equipos en el estadio del club. El resultado fue 12:8 y Wosz jugó para los dos equipos y marcó dos goles.
Ahora Wosz trabaja como entrenador de los menores de 19 años del VfL Bochum y en las relaciones públicas del club. Además juega en su tiempo libre en el SC Union Bergen, un club pequeño de un barrio de Bochum.

### Selección nacional
Su debut se produjo el 22 de marzo de 1989 en Dresde, en un partido amistoso en el que la selección de fútbol de Alemania Democrática empató a la selección de fútbol de Finlandia. En la época de la República Democrática Alemana Wosz jugó entre 1989 y 1990 siete partidos para su país. Su último partido fue también el último partido de su equipo: al 12 de septiembre de 1990 –cerca de un mes antes de la reunificación-cuando ganaron a Bélgica en Bruselas con 2:0.
En su primera época en el VfL Bochum Wosz jugó su primer partido para la selección de Alemania. El 26 de febrero de 1997 debutó contra Israel en Tel Aviv y marcó el único gol brevemente antes del final del partido. En 2000 Wosz formaba parte de la selección alemana para la Eurocopa de los Países Bajos y Bélgica pero no jugó ningún partido. Su último partido con el equipo nacional fue el 15 de noviembre de 2000 en Copenhague contra Dinamarca. (1:2 derrota) En total Wosz jugó 17 partidos y marcó un gol para el equipo nacional de Alemania.

### Anécdotas
Uno de sus primeros balones, cuando Wosz era un niño en Polonia, fue un regalo indirecto del gran futbolista neerlandés Johan Cruyff. Cruyff pernoctó en un hotel cerca del pueblo de Wosz y dejó un balón ahí. El padre de Wosz, que era jardinero cerca el hotel, lo tomó y se lo dio a su hijo.    
Wosz tuvo un papel en un episodio de la telenovela popular “Gute Zeiten, schlechte Zeiten” (Buenos tiempos, malos tiempos) por una apuesta con su compañero de equipo Ante Covic en Berlín.

## Clubes
| Club                 | País                          | Año                    |
| -------------------- | ----------------------------- | ---------------------- |
| BSG Motor Halle      | República Democrática Alemana | 1980-1981              |
| BSG Empor Halle      | República Democrática Alemana | 1981-1984              |
| Halleschen FC Chemie | República Democrática Alemana | 1984-diciembre de 1991 |
| VfL Bochum           | Alemania                      | enero de 1992-1998     |
| Hertha BSC Berlin    | Alemania                      | 1998-2001              |
| VfL Bochum           | Alemania                      | 2001-2007              |
| SC Union Bergen      | Alemania                      | 2007-2009              |

## Estadísticas
| Año       | Club                 | País                          | Liga             | Juegos | Goles |
| --------- | -------------------- | ----------------------------- | ---------------- | ------ | ----- |
| 1986-1987 | Halleschen FC Chemie | República Democrática Alemana | Segunda división | 1      | 0     |
| 1987-1991 | Halleschen FC Chemie | República Democrática Alemana | Primera división | 93     | 14    |
| 1991      | Halleschen FC Chemie | Alemania                      | Segunda división | 22     | 5     |
| 1992-1993 | VfL Bochum           | Alemania                      | Primera división | 49     | 3     |
| 1993-1994 | VfL Bochum           | Alemania                      | Segunda división | 34     | 3     |
| 1994-1995 | VfL Bochum           | Alemania                      | Primera división | 32     | 2     |
| 1995-1996 | VfL Bochum           | Alemania                      | Segunda división | 31     | 3     |
| 1996-1998 | VfL Bochum           | Alemania                      | Primera división | 65     | 14    |
| 1998-2001 | Hertha BSC Berlin    | Alemania                      | Primera división | 85     | 11    |
| 2001-2002 | VfL Bochum           | Alemania                      | Segunda división | 27     | 6     |
| 2002-2005 | VfL Bochum           | Alemania                      | Primera división | 92     | 8     |
| 2005-2006 | VfL Bochum           | Alemania                      | Segunda división | 15     | 1     |
| 2006-2007 | VfL Bochum           | Alemania                      | Primera división | 1      | 1     |

| Club                 | Liga                                  | Juegos | Goles |
| -------------------- | ------------------------------------- | ------ | ----- |
| Halleschen FC Chemie | Segunda división de Alemania Oriental | 1      | 0     |
| Halleschen FC Chemie | Primera división de Alemania Oriental | 93     | 14    |
| Halleschen FC Chemie | Segunda división de Alemania          | 22     | 5     |
| Halleschen FC Chemie | Total                                 | 116    | 5     |
| VfL Bochum           | Primera división                      | 239    | 28    |
| VfL Bochum           | Segunda división                      | 107    | 13    |
| VfL Bochum           | Total                                 | 346    | 41    |
| Hertha BSC Berlin    | Primera división (Total)              | 85     | 14    |

## Participaciones en Eurocopas
| Mundial       | Sede                 | Resultado    |
| ------------- | -------------------- | ------------ |
| Eurocopa 2000 | Países Bajos Bélgica | Primera fase |

- Datos: Q644323
- Multimedia: Dariusz Wosz / Q644323